# Mapam
Mapam (hebr.: מפ"ם, akronim od Mifleget HaPoalim HaMeukhedet, מפלגת הפועלים המאוחדת, dosł. Partia Robotnicza Zjednoczona) – partia polityczna w Izraelu, jedna z poprzedniczek ugrupowania Merec.

## Historia
Mapam była spadkobierczynią lewego skrzydła ruchu Poalej Syjon. Powstała w 1948 roku w wyniku połączenia Ha-Szomer Ha-Cair z Achdut ha-Awoda Poale Zion (w skład tej ostatniej organizacji wchodzili członkowie prawego skrzydła Poalej Syjon, którzy przyłączyli się do Mapai Dawida Ben Guriona, ale później odeszli od tego ugrupowania). Początkowo ideologia Mapam bazowała na marksizmie-leninizmie, z silnymi tendencjami stalinowskimi, reprezentując ruch kibucu Arci.
W wyniku wyborów do pierwszego Knesetu, Mapam uzyskała 19 miejsc w izbie, stając się drugą co do wielkości partią polityczną w parlamencie, za Mapai. Pomimo tego, prosowieckie nastawienie Mapam zniechęcało Ben Guriona do zawiązywania z tą partią porozumienie koalicyjnego. Podczas kadencji pierwszego Knesetu, stan posiadania partii zwiększył się o jedno miejsce. Eli’ezer Preminger odszedł z Maki, utworzył własną partię – Hebrajskich Komunistów, a potem przyłączył się do Mapam.
Po wyborach w 1951 roku, liczba mandatów posiadanych przez Mapam zmniejszyła się do 15. Ponownie partia nie weszła w skład koalicji rządowej. Była ona jednak pierwszym ugrupowaniem syjonistycznym w Knesecie, reprezentowanym przez izraelskiego Araba, Rustama Bastuniego.
Z punktu widzenia liderów ugrupowania, najważniejszą sprawą podczas kadencji drugiego Knessetu były tzw. Procesy Praskie w 1953 roku, które naruszyły wiarę członków partii w Związek Radziecki. Oskarżeni w nich byli głównie liderzy Komunistycznej Partii Czechosłowacji, w większości żydowskiego pochodzenia. Jednym z oskarżonych o uknucie syjonistycznego spisku, był Mordechaj Oren, przedstawiciel Mapam w Pradze. Po zakończeniu procesów i tzw. referacie Chruszczowa, ideologia partii przesunęła się z radykalnie lewicowej w kierunku socjaldemokracji.
Wydarzenia te doprowadziły do rozłamu w partii. Awraham Berman, Rustam Bastuni i Mosze Sneh odłączyli się, tworząc Frakcję Lewicową, podczas gdy Channa Lamdan i Dawid Liwszic powołali Niezależną Frakcję Jedności Pracy. Później Bastuni powrócił do Mapam, Berman i Sneh przyłączyli się do Maki, a Lamdan i Liwszic przeszli do Mapai. Czterech innych deputowanych Mapam stworzyli Achdut ha-Awoda, choć przewodniczący Knessetu nie uznał jej za pełnoprawną frakcję parlamentarną.
Pomimo tego, że stan posiadania Mapam zmniejszył się w czasie kadencji drugiego Knessetu do 7 mandatów, partii udało się zdobyć 9 miejsc w izbie w wyniku wyborów w 1955 roku. Po oddaleniu się od Związku Radzieckiego, ugrupowanie weszło w skład koalicji rządowych, które utworzyły siódmy i ósmy rząd Izraela, z Dawidem Ben Gurionem na czele. Jednakże 5 czerwca 1959 roku wraz z Achdut ha-Awoda partia głosowała przeciwko rządowi w kwestii sprzedaży izraelskiej broni do Niemiec Zachodnich, jednocześnie pozostając w koalicji rządowej. Doprowadziło to do upadku rządu.
W wynku wyborów w 1959 roku, partia zachowała 9 miejsc w Knesecie, a pomimo wcześniejszych wydarzeń, została włączona w skład kolejnej koalicji rządowej utworzonej przez Ben Guriona. Mapam udało się powtórzyć wcześniejszy wynik wyborczy w 1961 roku, ale tym razem nie weszła w skład gabinetu.
W 1965 roku partia straciła jedno miejsce w parlamencie, ale – mając 8 mandatów – weszła w skład koalicji rządowej. W trakcie kadencji izby, Mapam połączyła się z Mapai, Achdut ha-Awoda i Rafi, tworząc Koalicję Pracy, polityczny sojusz partii lewicowych. Nowe ugrupowanie otrzymało najwyższe poparcie w historii Izraela w wyborach 1969 roku, uzyskując 56 na 120 miejsc w Knesecie. Mapam na krótko odłączyła się od Koalicji Pracy w trakcie kadencji ósmego Knessetu, ale wkrótce potem do niej powróciła. Pozostała w strukturach tego sojuszu aż do wyborów w 1984 roku, kiedy to sześciu deputowanych odeszło z Koalicji z powodu niezgody z decyzją Szimona Peresa, który zdecydował się stworzyć Rząd Jedności Narodowej z Likudem. Grupa ta wkrótce zmniejszyła się do pięciu posłów, ponieważ Muhammad Wattad odszedł do Hadaszu. Jednakże po wyborach w 1988 roku Mapam uzyskała jedynie 3 miejsca w parlamencie.
Z powodu zmniejszającego się poparcia, partia połączyła siły z Ratz i Szinui, tworząc Merec, lewicowe, socjaldemokratyczne ugrupowanie, stawiające na negocjacje pokojowe z Arabami. Partia ta stała się czwartym ugrupowaniem pod względem ilości deputowanych w Knesecie, po wyborach w 1992 roku.
W 1997 roku Ratz i część Szinui połączyły się na stałe, likwidując oddzielne organizacje partyjne (większość członków tej drugiej partii nie zgodziła się na to, tworząc niezależne ugrupowanie pod przywództwem Awrahama Poraza). Taka formalizacja objęła także Mapam, która oficjalnie zakończyła działalność jako samodzielne ugrupowanie.

## Wyniki wyborcze
| Wybory | Liczba mandatów | Miejsce | Liczba głosów | Procent głosów |
| ------ | --------------- | ------- | ------------- | -------------- |
| 1949   | 19              | 2.      | 64 018        | 14,7%          |
| 1951   | 15              | 3.      | 86 095        | 12,5%          |
| 1955   | 9               | 6.      | 62 401        | 7,3%           |
| 1959   | 9               | 4.      | 69 468        | 7,2%           |
| 1961   | 9               | 5.      | 75 654        | 7,5%           |
| 1965   | 8               | 5.      | 79 985        | 6,6%           |
| 1988   | 3               | 9.      | 56 345        | 2,5%           |

Źródło danych: Oficjalna strona Knesetu.

## Politycy Mapam

### Posłowie wpierwszym Knesecie
Posłowie wybrani w wyborach w 1949: Mosze Aram, Menachem Bader, Dow Bar-Nir, Jisra’el Bar-Jehuda, Jicchak Ben Aharon, Mordechaj Bentow, Jisra’el Galili, Ja’akow Chazzan, Fajge Ilanit, Me’ir Ja’ari, Channa Lamdan, Nachum Nir, Eli’ezer Peri, Berl Repetur, Ja’akow Riftin, Chanan Rubin, Mosze Sneh, Jicchak Tabenkin, Aharon Zisling.
Posłowie, którzy weszli do Knesetu w trakcie trwania kadencji: Menachem Racon, Dawid Liwszic, Menachem Kohen.

### Posłowie wdrugim Knesecie
Posłowie wybrani w wyborach w 1951: Eli’ezer Peri, Chanan Rubin, Me’ir Ja’ari, Mordechaj Bentow, Ja’akow Chazzan, Ja’akow Riftin, Aharon Zisling, Jisra’el Bar-Jehuda, Mosze Aram, Jicchak Ben Aharon, Dawid Liwszic, Channa Lamdan, Adolf Berman, Mosze Sneh, Rustam Bastuni.

### Posłowie wtrzecim Knesecie
Posłowie wybrani w wyborach w 1955: Emma Talmi, Chajjim Jehuda, Chanan Rubin, Jisra’el Barzilaj, Jicchak Jicchaki, Me’ir Ja’ari, Mordechaj Bentow, Ja’akow Chazzan, Ja’akow Riftin. W trakcie trwania kadencji do Knesetu wszedł: Jusuf Chamis.